# Adachi, Fukushima
Adachi (安達郡, Adachi-arma)
é um distrito localizado na Província de Fukushima, Japão. Em janeiro de 2007, o distrito tinha uma população de 8,577 habitantes e uma área de 79.46 km2, uma densidade populacional de 107.9 habitantes por km2.

## Cidades e vilas
- Ōtama